# Metoda lew przegrywających
Metoda lew przegrywających (ang. "Losing Trick Count" – LTC) to jedna z metod oceny wartości ręki w brydżu.  W odróżnieniu od najpopularniejszej metody liczenia punktów honorowych, "LTC" używane jest tylko przy określaniu wartości rąk niezrównoważonych.  Podwaliny pod tę metodę zostały opracowane i opublikowane przez Dudleya Courtenaya w 1934 r. w książce "The System the Experts Play", jednak jego metoda nie zyskała wielkiej popularności. Na nowo odkrył ją i spopularyzował w latach sześćdziesiątych angielski gracz Maurice Harrison-Gray.  "LTC" była częścią systemu "Rzymskiego Trefla" używanego przez legendarną włoską drużynę Blue Team.
Według LTC maksymalna liczba lew przegrywających (LP) w jednej ręce wynosi 12, maksymalna liczba LP w pojedynczym kolorze wynosi 3.  LP to wyższe honory (A, K lub D), których brakuje w kolorze, a więc:
- Renons to 0 LP
- Singleton (x) to jedna lewa przegrywająca (także singlowa dama)
- Dubleton (xx) to dwie LP (także druga dama)
- Trzy lub więcej małe karty w kolorze to 3 LP.
- Singleton as lub król to 0 LP.
- Dubleton as lub król to 1 P.
- AW10 to także 1 LP.

Dama z waletem (DWx) to 2 LP, sama dama (Dxx) to 3LP jeżeli w ręce nie ma żadnego asa lub 2 LP jeżeli w ręce jest choć jeden as, dodatkowo liczy się następujące odchyłki:
- Ręka z 12 PH + bez asa i króla to dodatkowa 1 LP.
- Za cztery asy lub 3 asy i jednego króla odejmujemy 1 LP.
- Za kolor przynajmniej sześciokartowy bez żadnego honoru dodajemy 1 LP.

Na przykład:
```
 AKxxx      1 LP (brakuje jednego starszego honoru)
 Kxx        2 LP (brakuje asa i damy)
 Jx         2 LP (dubleton)
 QJx        2 LP
```

Łączna liczba LP w tej ręce to 7.
```
 xxxxxx     4 LP (brakuje 3 honorów + długi kolor bez żadnego honoru)
 AKDx       0 LP
 Kx         1 LP
 x          1 LP
```

Łączna liczba LP w powyższej ręce to 6.
```
 Ax         1 LP
 KDWxx      1 LP
 AD         0 LP
 Axxx       2 LP
```

Łączna liczba LP w powyższej ręce wynosi 4, ale ponieważ mamy 3 asy i króla możemy odjąć jedną lewę, a więc ostatecznie według LTC mamy tylko 3 LP.
Aby wyliczyć ile w rozdaniu można wziąć lew, należy dodać liczby LP w rękach obu partnerów i odjąć uzyskaną liczbę od 24, wynik wskazuje na ile lew można liczyć przy grze własnej, na przykład:
```
 KD96   (1 LP)                A108752   (2 LP)
 A103   (2 LP)                9         (1 LP)
 ADW74  (1 LP)                K952      (2 LP)
 8      (1 LP)                105       (2 LP)
```

Łączna liczba LP w obu rękach wynosi 12, a 24-12=12 – należy więc licytować szlemika.
Używając metody LTC do otwarcia potrzeba ręki z najwyżej 7 LP, a na rewers lub skok nowym kolorem potrzeba ręki z 5 LP.  Odpowiadający licytuje następująco:
- 9 lub 10 LP – pojedyncze podniesienie koloru partnera.
- 8 LP – inwitujące podniesienie.
- 7 LP – forsing do końcówki.
- 6 LP – inwit szlemikowy.
- 5 LP – praktycznie forsing do szlemika.
- 4 LP lub mniej – inwit wielkoszlemowy.